# Columnea crassicaulis
Columnea crassicaulis là một loài thực vật có hoa trong họ Tai voi. Loài này được (Wiehler) L.P.Kvist & L.E.Skog mô tả khoa học đầu tiên năm 1993.